# Idrettsklubben Start 2015
Questa voce raccoglie le informazioni riguardanti l'Idrettsklubben Start nelle competizioni ufficiali della stagione 2015.

## Stagione
Il 7 settembre 2015, lo Start ha comunicato l'avvicendamento in panchina tra il vecchio allenatore, Mons Ivar Mjelde, ed il nuovo, Bård Borgersen. Il 16 settembre, Rolf Daniel Vikstøl è stato scelto come nuovo capitano della squadra. Questi cambiamenti non hanno comunque invertito la rotta in campionato, con la squadra che non ha più vinto una partita dalla 15ª giornata, di fatto mancando il successo per tutto il girone di ritorno. Così, lo Start ha chiuso al 14º posto finale, condannato a difendere il suo posto nella massima divisione nello spareggio contro la vincente tra Kristiansund e Jerv, compagini di 1. divisjon. L'avversario del doppio confronto è stato poi il Jerv, superato con un punteggio complessivo di 4-2, con lo Start che ha preservato così la categoria.
Kristoffer Ajer è stato il calciatore maggiormente utilizzato in stagione, a quota 34 presenze. È stato inoltre il miglior marcatore a quota 12 reti tra tutte le competizioni.

## Maglie e sponsor
Lo sponsor tecnico per la stagione 2015 è stato Umbro, mentre lo sponsor ufficiale è stato Sparebanken Sør. La divisa casalinga era composta da una maglietta gialla con una inserti neri, pantaloncini neri e calzettoni gialli. Quella da trasferta era invece costituita da una maglia blu con inserti bianchi, pantaloncini bianchi e calzettoni blu.
| Casa | Trasferta |

## Rosa
| N. |                        | Ruolo | Calciatore             |
| -- | ---------------------- | ----- | ---------------------- |
| 1  | Norvegia (bandiera)    | P     | Håkon Opdal            |
| 2  | Norvegia (bandiera)    | D     | Jon Hodnemyr           |
| 3  | Norvegia (bandiera)    | D     | Ole Martin Rindarøy    |
| 4  | Stati Uniti (bandiera) | D     | Alex DeJohn            |
| 5  | Norvegia (bandiera)    | D     | Robert Sandnes         |
| 6  | Norvegia (bandiera)    | C     | Kristoffer Ajer        |
| 8  | Norvegia (bandiera)    | A     | Espen Hoff             |
| 9  | Norvegia (bandiera)    | A     | Daniel Aase            |
| 9  | Norvegia (bandiera)    | C     | Emil Dahle             |
| 10 | Nigeria (bandiera)     | C     | Solomon Owello         |
| 14 | Norvegia (bandiera)    | C     | Espen Børufsen         |
| 15 | Danimarca (bandiera)   | D     | Michael Christensen    |
| 16 | Norvegia (bandiera)    | C     | Andreas Hollingen      |
| 17 | Islanda (bandiera)     | C     | Guðmundur Kristjánsson |
| 18 | Norvegia (bandiera)    | A     | Mads Stokkelien        |
| 18 | Islanda (bandiera)     | A     | Matthías Vilhjálmsson  |
| 19 | Nigeria (bandiera)     | A     | Austin Ikenna          |
| 20 | Norvegia (bandiera)    | D     | John Olav Norheim      |
| 21 | Norvegia (bandiera)    | C     | Henrik Breimyr         |

| N. |                     | Ruolo | Calciatore                     |
| -- | ------------------- | ----- | ------------------------------ |
| 22 | Norvegia (bandiera) | A     | Lars-Jørgen Salvesen           |
| 23 | Norvegia (bandiera) | C     | Erlend Segberg                 |
| 25 | Irlanda (bandiera)  | P     | Sean McDermott                 |
| 25 | Islanda (bandiera)  | P     | Ingvar Jónsson                 |
| 26 | Norvegia (bandiera) | D     | Jesper Mathisen                |
| 27 | Norvegia (bandiera) | C     | Eirik Wichne                   |
| 28 | Norvegia (bandiera) | D     | Rolf Daniel Vikstøl (capitano) |
| 29 | Norvegia (bandiera) | C     | Adi Marković                   |
| 30 | Norvegia (bandiera) | C     | Lasse Sigurdsen                |
| 31 | Svezia (bandiera)   | P     | Samuel Dirscher                |
| 32 | Norvegia (bandiera) | C     | Mathias Rasmussen              |
| 33 | Norvegia (bandiera) | D     | Jørgen Hammer                  |
| 34 | Norvegia (bandiera) | A     | Tobias Christensen             |
| 35 | Norvegia (bandiera) | P     | Mats Olsen                     |
| 36 | Norvegia (bandiera) | A     | Markus Jørgensen Håbestad      |
| 37 | Norvegia (bandiera) | A     | Peder Andrés Åsemoen Karlsen   |
| 38 | Norvegia (bandiera) | A     | Hans Petter Berg Rolke         |
| 39 | Norvegia (bandiera) | A     | Magnus Hallandvik              |
| 40 | Norvegia (bandiera) | D     | Philip Sandvik Aukland         |

## Calciomercato

### Sessione invernale(dal 01/01 al 31/03)
| Arrivi           | Arrivi              | Arrivi            | Arrivi        |
| R.               | Nome                | da                | Modalità      |
| ---------------- | ------------------- | ----------------- | ------------- |
| P                | Ingvar Jónsson      |                   | svincolato    |
| D                | Michael Christensen | Vestsjælland      | definitivo    |
| D                | Alex DeJohn         | TPS               | definitivo    |
| D                | John Olav Norheim   | Flekkerøy         | fine prestito |
| D                | Ole Martin Rindarøy | Molde             | prestito      |
| C                | Emil Dahle          | Start             | prestito      |
| C                | Andreas Hollingen   | Molde             | prestito      |
| C                | Eirik Wichne        | Mandalskameratene | definitivo    |
| Altre operazioni |                     |                   |               |
| R.               | Nome                | da                | Modalità      |
| A                | Jorge Castro        | Sarpsborg 08      | fine prestito |

| Partenze | Partenze          | Partenze       | Partenze      |
| R.       | Nome              | a              | Modalità      |
| -------- | ----------------- | -------------- | ------------- |
| P        | Terje Reinertsen  |                | ritiro        |
| P        | Pål Vestly Heigre | Viking         | fine prestito |
| D        | Bismar Acosta     | Brann          | definitivo    |
| D        | Glenn Andersen    |                | svincolato    |
| D        | Amin Nouri        |                | svincolato    |
| C        | Seyi Olofinjana   |                | svincolato    |
| C        | Fernando Paniagua |                | svincolato    |
| A        | Ernest Asante     | Stabæk         | definitivo    |
| A        | Jorge Castro      | Brann          | prestito      |
| A        | Alexander Lind    | Jerv           | definitivo    |
| A        | Zlatko Tripić     | Greuther Fürth | definitivo    |

### Tra le due sessioni
| Arrivi | Arrivi | Arrivi | Arrivi   |
| R.     | Nome   | da     | Modalità |
| ------ | ------ | ------ | -------- |

| Partenze | Partenze   | Partenze | Partenze      |
| R.       | Nome       | a        | Modalità      |
| -------- | ---------- | -------- | ------------- |
| A        | Emil Dahle | Stabæk   | fine prestito |

### Sessione estiva(dal 22/07 al 18/08)
| Arrivi | Arrivi             | Arrivi       | Arrivi     |
| R.     | Nome               | da           | Modalità   |
| ------ | ------------------ | ------------ | ---------- |
| P      | Sean McDermott     | Sandnes Ulf  | definitivo |
| D      | Jørgen Hammer      | Stabæk       | definitivo |
| C      | Henrik Breimyr     | Bryne        | definitivo |
| A      | Daniel Aase        | Vindbjart    | prestito   |
| A      | Tobias Christensen | Vigør        | definitivo |
| A      | Austin Ikenna      | AFC Leopards | definitivo |
| A      | Mads Stokkelien    |              | svincolato |

| Partenze | Partenze              | Partenze    | Partenze   |
| R.       | Nome                  | a           | Modalità   |
| -------- | --------------------- | ----------- | ---------- |
| P        | Samuel Dirscher       | Flekkerøy   | definitivo |
| P        | Ingvar Jónsson        | Sandnes Ulf | prestito   |
| D        | John Olav Norheim     | Nest-Sotra  | prestito   |
| C        | Solomon Owello        | Sandnes Ulf | definitivo |
| A        | Matthías Vilhjálmsson | Rosenborg   | definitivo |

## Risultati

### Eliteserien

#### Girone di andata
| Arbitro: | Hafsås (Trondheim) |

|                   |           |              |
| Kind Mikalsen 90’ | Marcatori | 11’ Børufsen |

| Arbitro: | Lundby (Bøverbru) |

|               |           |                |
| Hoff 83’, 90’ | Marcatori | 67’ Gabrielsen |

| Arbitro: | Hobber Nilsen (Oslo) |

|               |           |                  |
| Gundersen 48’ | Marcatori | 88’ Vilhjálmsson |

| Arbitro: | Hafsås (Trondheim) |

|                               |           |                                |
| Børufsen 43’ Vilhjálmsson 53’ | Marcatori | 5’ Zahid 55’ Brown 84’ Stengel |

| Arbitro: | Edvartsen (Hamar) |

|                                  |           |                      |
| Søderlund 57’, 74’ Henderson 86’ | Marcatori | 4’ Børufsen 90’ Ajer |

| Arbitro: | Døvle (Larvik) |

|                                        |           |              |
| Hollingen 4’ Vilhjálmsson 18’ Ajer 89’ | Marcatori | 31’ Ondrášek |

| Arbitro: | Johnsen (Tønsberg) |

|                                   |           |  |
| Høiland 22’, 31’, 87’ Agnaldo 73’ | Marcatori |  |

| Arbitro: | Edvartsen (Hamar) |

|            |           |         |
| Vikstøl 8’ | Marcatori | 6’ Cruz |

| Arbitro: | Skjerven (Kaupanger) |

|            |           |  |
| Bytyqi 88’ | Marcatori |  |

| Arbitro: | Kjensli (Oslo) |

|                  |           |                      |
| Vilhjálmsson 69’ | Marcatori | 65’ Tokstad 86’ Wiig |

| Arbitro: | Berntsen (Vang) |

|  |           |               |
|  | Marcatori | 50’, 85’ Ajer |

| Arbitro: | Skjerven (Kaupanger) |

|  |           |            |
|  | Marcatori | 71’ Fossum |

| Arbitro: | Kjensli (Oslo) |

|                                             |           |                                                   |
| Occéan 33’ (rig.) Eriksen 35’ Samuelsen 42’ | Marcatori | 39’ Børufsen 73’ Vilhjálmsson 89’ (rig.) Salvesen |

| Arbitro: | Gya (Egersund) |

|                                              |           |                |
| Vilhjálmsson 2’ Børufsen 21’ Ajer 85’ (rig.) | Marcatori | 22’ Þrándarson |

| Arbitro: | Johansen (Brevik) |

|                                         |           |              |
| Vilhjálmsson 20’ Hoff 45’ Ajer 54’, 70’ | Marcatori | 68’ Diomandé |

#### Girone di ritorno
| Arbitro: | Døvle (Larvik) |

|                                 |           |          |
| Andersen 23’ Sandnes 63’ (aut.) | Marcatori | 19’ Ajer |

| Arbitro: | Hafsås (Trondheim) |

|  |           |                                              |
|  | Marcatori | 4’ Nisja 36’ (rig.) Danielsen 38’ Böðvarsson |

| Arbitro: | Moen (Haugesund) |

|                                 |           |  |
| Þrándarson 53’ Nymo Matland 64’ | Marcatori |  |

| Arbitro: | Steen (Bergen) |

|                                             |           |              |
| Sørloth 12’, 66’, 76’, 90’ (rig.) Olsen 45’ | Marcatori | 10’ Salvesen |

| Arbitro: | Lundby (Bøverbru) |

|  |           |                                                         |
|  | Marcatori | 1’ Zekhnini 12’ Bentley 35’ (rig.) Occéan 85’ Halvorsen |

| Arbitro: | Moen (Haugesund) |

|                                       |           |            |
| Hammer 43’ (aut.) Pedersen 64’ (rig.) | Marcatori | 7’ Vikstøl |

| Arbitro: | Kjensli (Oslo) |

|                  |           |                                        |
| Kristjánsson 89’ | Marcatori | 9’ Haraldseid 64’ Diédhiou 80’ Gytkjær |

| Arbitro: | Johansen (Brevik) |

|                                   |           |              |
| Mortensen 3’ Tokstad 16’ Wiig 68’ | Marcatori | 78’ Børufsen |

| Kristiansand 19 settembre 2015, ore 15:30 24ª giornata | Start        | 0 – 0 referto | Lillestrøm | Sparebanken Sør Arena (5.354 spett.)\| Arbitro: \| Hagen (Grue) \| |
| Arbitro:                                               | Hagen (Grue) |               |            |                                                                    |

| Arbitro: | Moen (Haugesund) |

|                   |           |           |
| Fredheim Holm 19’ | Marcatori | 66’ Opdal |

| Arbitro: | Døvle (Larvik) |

|  |           |                                                   |
|  | Marcatori | 6’ Konradsen 25’ Helland 45’ Midtsjø 47’ Skjelvik |

| Arbitro: | Edvartsen (Hamar) |

|                                    |           |                   |
| Sellin 2’ Dieng 27’, 89’ Mendy 90’ | Marcatori | 63’ (aut.) Bindia |

| Arbitro: | Moen (Haugesund) |

|          |           |            |
| Aase 60’ | Marcatori | 20’ Sundli |

| Arbitro: | Johansen (Brevik) |

|                                 |           |                            |
| Kassi 31’ Issah 53’ Jalasto 82’ | Marcatori | 45’ Stokkelien 48’ Vikstøl |

| Arbitro: | Hafsås (Trondheim) |

|  |           |                                     |
|  | Marcatori | 22’ Svendsen 41’ Gabrielsen 71’ Flo |

### Qualificazioni all'Eliteserien
| Arbitro: | Kjensli (Oslo) |

|                |           |                |
| Omoijuanfo 86’ | Marcatori | 19’ Stokkelien |

| Arbitro: | Hagen (Grue) |

|                                       |           |           |
| Hollingen 42’ Børufsen 49’ DeJohn 82’ | Marcatori | 45’ Antwi |

### Norgesmesterskapet
| Arbitro: | Larsen |

|  |           |                                  |
|  | Marcatori | 43’, 45’, 52’, 57’ Ajer 73’ Hoff |

| Arbitro: | Saggi |

|                                                    |           |  |
| Gausdal 48’ (rig.), 63’ Follerås 52’ Zernichow 84’ | Marcatori |  |

## Statistiche

### Statistiche di squadra
| Competizione          | Punti | In casa | In casa | In casa | In casa | In casa | In casa | In trasferta | In trasferta | In trasferta | In trasferta | In trasferta | In trasferta | Totale | Totale | Totale | Totale | Totale | Totale | DR  |
| Competizione          | Punti | G       | V       | N       | P       | Gf      | Gs      | G            | V            | N            | P            | Gf           | Gs           | G      | V      | N      | P      | Gf     | Gs     | DR  |
| --------------------- | ----- | ------- | ------- | ------- | ------- | ------- | ------- | ------------ | ------------ | ------------ | ------------ | ------------ | ------------ | ------ | ------ | ------ | ------ | ------ | ------ | --- |
| Eliteserien           | 22    | 15      | 4       | 3       | 8       | 18      | 29      | 15           | 1            | 4            | 10           | 17           | 35           | 30     | 5      | 7      | 18     | 35     | 64     | -29 |
| Qual. all'Eliteserien | -     | 1       | 1       | 0       | 0       | 3       | 1       | 1            | 0            | 1            | 0            | 1            | 1            | 2      | 1      | 1      | 0      | 4      | 2      | +2  |
| Norgesmesterskapet    | -     | 0       | 0       | 0       | 0       | 0       | 0       | 2            | 1            | 0            | 1            | 5            | 4            | 2      | 1      | 0      | 1      | 5      | 4      | +1  |
| Totale                | -     | 16      | 5       | 3       | 8       | 21      | 30      | 18           | 2            | 5            | 11           | 23           | 40           | 34     | 7      | 8      | 19     | 44     | 70     | -26 |

### Statistiche dei giocatori
| Giocatore             | Eliteserien | Eliteserien | Eliteserien | Eliteserien | Norgesmesterskapet | Norgesmesterskapet | Norgesmesterskapet | Norgesmesterskapet | Coppe europee | Coppe europee | Coppe europee | Coppe europee | Qual. all'Eliteserien | Qual. all'Eliteserien | Qual. all'Eliteserien | Qual. all'Eliteserien | Totale   | Totale | Totale      | Totale     |
| Giocatore             | Presenze    | Reti        | Ammonizioni | Espulsioni  | Presenze           | Reti               | Ammonizioni        | Espulsioni         | Presenze      | Reti          | Ammonizioni   | Espulsioni    | Presenze              | Reti                  | Ammonizioni           | Espulsioni            | Presenze | Reti   | Ammonizioni | Espulsioni |
| --------------------- | ----------- | ----------- | ----------- | ----------- | ------------------ | ------------------ | ------------------ | ------------------ | ------------- | ------------- | ------------- | ------------- | --------------------- | --------------------- | --------------------- | --------------------- | -------- | ------ | ----------- | ---------- |
| D. Aase               | 10          | 1           | 1           | 0           | -                  | -                  | -                  | -                  |               |               |               |               | 1                     | 0                     | 0                     | 0                     | 11       | 1      | 1           | 0          |
| K. Ajer               | 30          | 8           | 2           | 0           | 2                  | 4                  | 0                  | 0                  |               |               |               |               | 2                     | 0                     | 0                     | 0                     | 34       | 12     | 2           | 0          |
| P. Åsemoen Karlsen    | 0           | 0           | 0           | 0           | 0                  | 0                  | 0                  | 0                  |               |               |               |               | 0                     | 0                     | 0                     | 0                     | 0        | 0      | 0           | 0          |
| H. Berg Rolke         | 0           | 0           | 0           | 0           | 0                  | 0                  | 0                  | 0                  |               |               |               |               | 0                     | 0                     | 0                     | 0                     | 0        | 0      | 0           | 0          |
| E. Børufsen           | 25          | 6           | 6           | 0           | 0                  | 0                  | 0                  | 0                  |               |               |               |               | 2                     | 1                     | 0                     | 0                     | 27       | 7      | 6           | 0          |
| H. Breimyr            | 12          | 0           | 1           | 0           | -                  | -                  | -                  | -                  |               |               |               |               | 2                     | 0                     | 0                     | 0                     | 14       | 0      | 1           | 0          |
| T. Christensen        | 0           | 0           | 0           | 0           | 0                  | 0                  | 0                  | 0                  |               |               |               |               | 0                     | 0                     | 0                     | 0                     | 0        | 0      | 0           | 0          |
| M. Christensen        | 27          | 0           | 8           | 0           | 1                  | 0                  | 0                  | 0                  |               |               |               |               | 2                     | 0                     | 0                     | 0                     | 30       | 0      | 8           | 0          |
| E. Dahle              | 12          | 0           | 2           | 0           | 2                  | 0                  | 0                  | 0                  |               |               |               |               | -                     | -                     | -                     | -                     | 14       | 0      | 2           | 0          |
| A. DeJohn             | 22          | 0           | 1           | 0           | 1                  | 0                  | 1                  | 0                  |               |               |               |               | 2                     | 1                     | 1                     | 0                     | 25       | 1      | 3           | 0          |
| S. Dirscher           | 0           | -0          | 0           | 0           | 0                  | -0                 | 0                  | 0                  |               |               |               |               | -                     | -                     | -                     | -                     | 0        | 0      | 0           | 0          |
| M. Hallandvik         | 0           | 0           | 0           | 0           | 0                  | 0                  | 0                  | 0                  |               |               |               |               | 0                     | 0                     | 0                     | 0                     | 0        | 0      | 0           | 0          |
| J. Hammer             | 10          | 0           | 1           | 0           | -                  | -                  | -                  | -                  |               |               |               |               | 0                     | 0                     | 0                     | 0                     | 10       | 0      | 1           | 0          |
| J. Hodnemyr           | 12          | 0           | 0           | 0           | 2                  | 0                  | 0                  | 0                  |               |               |               |               | 1                     | 0                     | 0                     | 0                     | 15       | 0      | 0           | 0          |
| E. Hoff               | 26          | 3           | 2           | 1           | 2                  | 1                  | 0                  | 0                  |               |               |               |               | 2                     | 0                     | 0                     | 0                     | 30       | 4      | 2           | 1          |
| A. Hollingen          | 19          | 1           | 2           | 0           | 1                  | 0                  | 0                  | 0                  |               |               |               |               | 2                     | 1                     | 0                     | 0                     | 22       | 2      | 2           | 0          |
| A. Ikenna             | 5           | 0           | 0           | 0           | -                  | -                  | -                  | -                  |               |               |               |               | 1                     | 0                     | 1                     | 0                     | 6        | 0      | 1           | 0          |
| I. Jónsson            | 1           | -3          | 0           | 0           | 2                  | -4                 | 0                  | 0                  |               |               |               |               | -                     | -                     | -                     | -                     | 3        | -7     | 0           | 0          |
| M. Jørgensen Håbestad | 1           | 0           | 0           | 0           | 0                  | 0                  | 0                  | 0                  |               |               |               |               | 0                     | 0                     | 0                     | 0                     | 1        | 0      | 0           | 0          |
| G. Kristjánsson       | 23          | 1           | 6           | 0           | 2                  | 0                  | 0                  | 0                  |               |               |               |               | 2                     | 0                     | 0                     | 0                     | 27       | 1      | 6           | 0          |
| A. Marković           | 0           | 0           | 0           | 0           | 0                  | 0                  | 0                  | 0                  |               |               |               |               | 0                     | 0                     | 0                     | 0                     | 0        | 0      | 0           | 0          |
| S. McDermott          | 0           | -0          | 0           | 0           | -                  | -                  | -                  | -                  |               |               |               |               | 0                     | -0                    | 0                     | 0                     | 0        | 0      | 0           | 0          |
| J. Norheim            | 4           | 0           | 0           | 0           | 2                  | 0                  | 1                  | 0                  |               |               |               |               | -                     | -                     | -                     | -                     | 6        | 0      | 1           | 0          |
| M. Olsen              | 0           | -0          | 0           | 0           | 0                  | -0                 | 0                  | 0                  |               |               |               |               | 0                     | -0                    | 0                     | 0                     | 0        | 0      | 0           | 0          |
| H. Opdal              | 29          | -61; 1      | 0           | 0           | 0                  | -0                 | 0                  | 0                  |               |               |               |               | 2                     | -2                    | 0                     | 0                     | 31       | -63    | 0           | 0          |
| S. Owello             | 19          | 0           | 0           | 0           | 2                  | 0                  | 0                  | 0                  |               |               |               |               | -                     | -                     | -                     | -                     | 21       | 0      | 0           | 0          |
| M. Rasmussen          | 11          | 0           | 0           | 0           | 0                  | 0                  | 0                  | 0                  |               |               |               |               | 1                     | 0                     | 0                     | 0                     | 12       | 0      | 0           | 0          |
| O. Rindarøy           | 16          | 0           | 0           | 0           | 2                  | 0                  | 0                  | 0                  |               |               |               |               | 2                     | 0                     | 0                     | 0                     | 20       | 0      | 0           | 0          |
| L. Salvesen           | 22          | 2           | 2           | 0           | 2                  | 0                  | 0                  | 0                  |               |               |               |               | 0                     | 0                     | 0                     | 0                     | 24       | 2      | 2           | 0          |
| R. Sandnes            | 20          | 0           | 2           | 1           | 2                  | 0                  | 1                  | 0                  |               |               |               |               | 1                     | 0                     | 1                     | 0                     | 23       | 0      | 4           | 1          |
| P. Sandvik Aukland    | 0           | 0           | 0           | 0           | 0                  | 0                  | 0                  | 0                  |               |               |               |               | 0                     | 0                     | 0                     | 0                     | 0        | 0      | 0           | 0          |
| E. Segberg            | 10          | 0           | 0           | 0           | 0                  | 0                  | 0                  | 0                  |               |               |               |               | 0                     | 0                     | 0                     | 0                     | 10       | 0      | 0           | 0          |
| L. Sigurdsen          | 0           | 0           | 0           | 0           | 0                  | 0                  | 0                  | 0                  |               |               |               |               | 0                     | 0                     | 0                     | 0                     | 0        | 0      | 0           | 0          |
| M. Stokkelien         | 10          | 1           | 1           | 0           | -                  | -                  | -                  | -                  |               |               |               |               | 2                     | 1                     | 1                     | 0                     | 12       | 2      | 2           | 0          |
| M. Vilhjálmsson       | 15          | 7           | 0           | 0           | 0                  | 0                  | 0                  | 0                  |               |               |               |               | -                     | -                     | -                     | -                     | 15       | 7      | 0           | 0          |
| R. Vikstøl            | 26          | 3           | 5           | 0           | 1                  | 0                  | 0                  | 0                  |               |               |               |               | 1                     | 0                     | 0                     | 0                     | 28       | 3      | 5           | 0          |
| E. Wichne             | 0           | 0           | 0           | 0           | 0                  | 0                  | 0                  | 0                  |               |               |               |               | 0                     | 0                     | 0                     | 0                     | 0        | 0      | 0           | 0          |